# Софтбол на літніх Олімпійських іграх 2008

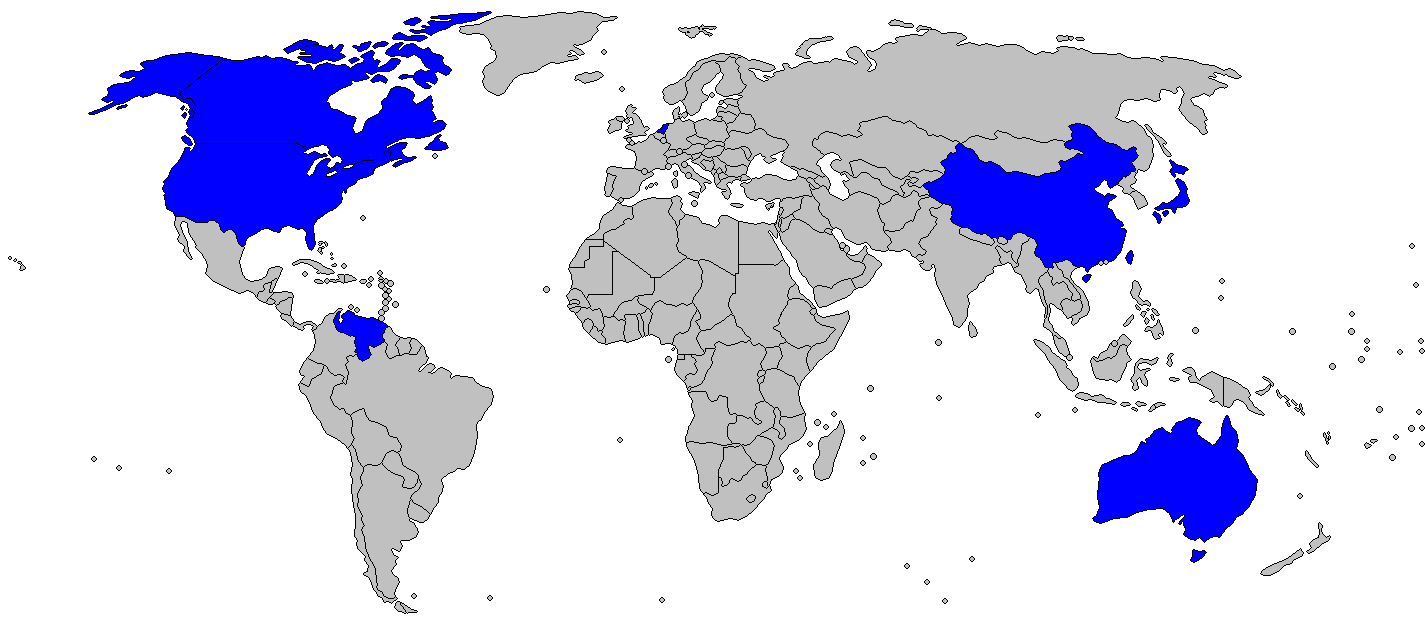
Команди-учасниці

Шаблон:Софтбол на літніх Олімпійських іграх 2008
Змагання з Софтболу на літніх Олімпійських іграх 2008 в Пекіні проходили протягом десяти днів, починаючи з 12 серпня і закінчуючи медальними фіналами 21 серпня. Всі ігри відбулись на Софтбольному полі Фентай. Олімпійський софтбол-це змагання лише для жінок, подібно до того як лише чоловіки змагаються зі схожого виду спорту бейсболу.
Міжнародний олімпійський комітет проголосував за те, щоб вилучити софтбол з програми Олімпійських ігор 2012 року. Існує багато теорій, чому це відбулось, але найбільш поширеною є думка, що американські команди мають занадто велику перевагу в цьому виді спорту, завоювавши золото в трьох попередніх Олімпійських іграх, до того ж переконливо. МОК відмовився включати софтбол у програму літніх Олімпійських ігор 2016 на нараді в жовтні 2009 року.

## Медалісти
В одній з головних сенсацій Олімпійських ігор 2008 року Японія у фіналі перемогла США 3-1 і виграла золоту медаль. Американці завойовували золото і володіли значною перевагою над своїми суперниками на попередніх трьох Олімпійських іграх. Це єдиний випадок, коли американці не виграли золото на Олімпіаді. 
| Золото | Срібло | Бронза |
| Японія (JPN) Емото Нахо Фудзімото Мотоко Хіросе Меґу Інуі Емі Іто Сатіко Каріно Аюмі Мабуті Сатоко Міне Юкійо Місіна Масумі Нісіяма Рей Сакай Хіроко Сато Ріє Сомея Міка Уено Юкіко Ямада Ері | США (USA) Моніка Абботт Стейсі Нювмен Кристл Бустос Дженні Фінч Лора Берґ Лорін Леппін Лаві Джунґ Кет Остермен Тейрія Флауерс Ендріа Дюрен Джессіка Мендоса Вікі Галіндо Келлі Кретшмен Кейтлін Лоу Наташа Вотлі | Австралія (AUS) Джоді Боверінґ Кайлі Кронк Келлі Гарді Таня Гардінґ Сенді Аллен-Люїс Сіммон Морроу Трейсі Мозлі Стейсі Портер Мелані Рош Джастін Сметерст Деніелл Стюарт Наталі Тітк'юм Наталі Ворд Белінда Райт Керрі Вайберн |